# Jason Mantzoukas
Jason Mantzoukas, né le 18 décembre 1972 à Nahant, dans le Massachusetts, est un acteur, humoriste et scénariste américain.

## Biographie
D’origine grecque, il est le plus connu pour son rôle récurrent dans la sitcom The League et pour son rôle dans le film The Dictator (2012).
Mantzoukas est également apparu dans les films Jamais entre amis (2015), They Came Together (en) (2014) ou encore Conception (en) (2011). Il a aussi joué dans les séries Parks and Recreation, The Good Place et Brooklyn Nine Nine. En 2017, il donne sa voix pour interpréter l'Épouvantail dans Lego Batman, le film ainsi que Rex Sloan / Rex Splode dans Invincible.

## Filmographie

### Acteur

#### Cinéma
- 2004 : Terrorists : John Stevens
- 2007 : American Loser : Luggage Channel Guy
- 2008 : Baby Mama : Gay Couple
- 2009 : Je déteste la Saint-Valentin (I Hate Valentine's Day) : Brian Blowdell
- 2009 : Splinterheads : The Amazing Steve
- 2010 : La Beauté du geste : Shopper
- 2011 : Conception (en) : Brian
- 2012 : The Dictator : Nadal
- 2014 : Adult Beginners : Herman
- 2014 : Nos pires voisins : Docteur Theodorakis
- 2014 : Search Party : Hugo
- 2014 : Stretch : Manny the Valet
- 2014 : They Came Together : Bob
- 2015 : Jamais entre amis : Xander
- 2015 : The Night Before - Secret Party : Bad Santa #1
- 2016 : Célibataire, mode d'emploi : George
- 2016 : Dirty Papy : Tan Pam
- 2017 : Lego Batman, le film : Dr Jonathan Crane / L'Épouvantail (voix)
- 2017 : The Disaster Artist : Peter
- 2017 : Vegas Academy: Coup de poker pour la fac : Frank
- 2018 : The Long Dumb Road : Richard
- 2019 : John Wick Parabellum de Chad Stahelski : Tick Tock Man
- 2021 : America : Le Film (America: The Motion Picture) de Matt Thompson : Sam Adams (voix)
- 2021 : Infinite d'Antoine Fuqua : l'Artisan

#### Courts-métrages
- 2010 : Whoop Ass
- 2011 : Ashley
- 2012 : The Bluegrass Brainwash Conspiracy
- 2015 : Giant Sloth

#### Télévision

##### Séries télévisées
- 1999 : Mother : Various
- 2000 : Upright Citizens Brigade : Orgy Man
- 2002 : Contest Searchlight : Boom Operator
- 2004 : A2Z : Comedian Panelist
- 2007 : Human Giant : Human Giant's #1 fan
- 2008 : Squidbillies : Pine Booby
- 2008 : The Jeannie Tate Show
- 2010-2012 : Le Monde selon Tim (The Life & Times of Tim) : Maxy / Lawyer / Dr. BJ
- 2010-2015 : The League : Rafi
- 2011 : Childrens Hospital : Mole Man
- 2011 : Traffic Light : Dimitry
- 2011-2013 : Enlightened : Omar Ali
- 2011-2015 : Parks and Recreation : Dennis Feinstein
- 2012 : NTSF : SD : SUV : Hank Schiller
- 2012-2013 : UCB Comedy Originals
- 2013 : Bob's Burgers : Mr. Manoogian
- 2013 : Modern Family : Kenny
- 2013 : The Greatest Event in Television History : Director
- 2013 : Tiny Commando : Mower Clerk
- 2013-2015 : Comedy Bang !Bang ! : Chef Luigi Lugosi
- 2013-2015 : Kroll Show : Eagle Wing / Dusty / Spit Decreaux / ...
- 2014 : Broad City : Creepy DJ #2
- 2014 : Playing House : C.J. Wolfe
- 2014 : Review : Smash-Off Opponent
- 2014-2017 : Transparent : Dr. Steve
- 2014-2018 : Drunk History : Gregory Pincus / Popé / Eddie Aikau
- 2015 : Community : Matt Lundergard
- 2015 : Regular Show : Sad Sax Guy / Scabby Grossman
- 2016 : American Dad! : Cuban Soldat in Dream / Theodore
- 2016 : Animals. : Fink
- 2016 : Gilmore Girls : Une nouvelle année : Robert Castellanos
- 2016-2017 : Bajillion Dollar Propertie$ : Jerry
- 2016-2021 : Brooklyn Nine-Nine : Adrian Pimento (11 épisodes)
- 2016-2017 : Lady Dynamite : Karl Grisham
- 2016-2017 : Ours pour un et un pour t'ours : Scientifique
- 2017- : Big Mouth : Jay Bilzerian / Guy Bilzerian / Ghost of Socrates (voix, 71 épisodes)
- 2017 : Comrade Detective : Dragos
- 2017 : Drive Share : Husband
- 2017 : No Activity : Marco
- 2017 : Workaholics : Isaac Lubetkin
- 2017-2019 : I'm Sorry : Kyle
- 2017-2018 : The Good Place : Derek Hofstetler
- 2020-2021 : La Bande à Picsou : Bec d'Acier  (voix)
- 2021-2022 : Star Trek: Prodigy (série TV d'animation) : Jankom Pog (voix, 20 épisodes)
- 2021- : Invincible (série TV d'animation) : Rex Splode (voix, 13 épisodes)
- 2023 : Human Resources (en) : Dev (voix, 3 épisodes)
- 2023 : Twisted Metal : Le pasteur (saison 1, épisode 8)
- 2023- : Percy Jackson et les Olympiens : Monsieur D. / Dionsysos (3 épisodes)
- 2024 : Les Simpsons : Finn Bon Idée (voix, saison 35, épisode 14)

##### Téléfilms
- 2010 : Lee Mathers : Victor Dukmejian
- 2013 : Hole to Hole ! : Ashleigh Dangerhole
- 2015 : Regular Show : Le Film : Mr. Ross (voix)
- 2016 : Donald Trump's The Art of the Deal : The Movie : Hobo Oracle
- 2017 : The New V.I.P.'s : Docteur

### Réalisateur

#### Séries télévisées
- 2007 : UCB Comedy Originals

### Producteur

#### Séries télévisées
- 2011 : Childrens Hospital
- 2011 : Portlandia

#### Téléfilms
- 2009 : Off Duty
- 2016 : Mr. Neighbor's House

### Parolier

#### Séries télévisées
- 2013 : Kroll Show

### Scénariste

#### Cinéma
- 2014 : Mise à l'épreuve

#### Courts-métrages
- 2011 : Ashley

#### Télévision

##### Séries télévisées
- 2004 : A2Z
- 2010-2013 : Childrens Hospital
- 2013-2014 : The League

##### Téléfilms
- 2009 : Off Duty
- 2016 : Mr. Neighbor's House

## Voix francophones
En France, Laurent Morteau est la voix la plus régulière de Jason Mantzoukas, le doublant depuis les années 2010.
Au Québec, Patrick Chouinard lui a prêté sa voix à quatre reprises.